# Zupaysaurus
A Zupaysaurus (jelentése 'ördögi gyík' vagy 'ördöggyík') a korai theropoda dinoszauruszok egyik neme, amely a késő triász kor rhaeti korszakától a kora jura kor hettangi korszakáig élt a mai Argentína területén. Bár a teljes csontváza nem őrződött meg, a Zupaysaurus körülbelül 4 méter hosszú két lábon járó ragadozó volt. A pofáján feltehetően két párhuzamos taraj futott végig.

## Anatómia
A Zupaysaurus egy közepes méretű theropoda volt. Egy felnőtt koponyája körülbelül 45 centiméteres hosszúságot ért el, ami azt jelzi, hogy a test hossza nagyjából 4 méter lehetett az orrától a farka végéig. Mint szinte minden theropoda, a Zupaysaurus is a két hátsó lábán járt, lehetővé téve, hogy a mellső lábak megragadják a zsákmányt. A premaxilla és a maxilla fogait egy rés választotta el egymástól, az astragalus és a sarokcsont összeforrtak, ahogy az más korai theropodáknál is megfigyelhető.
Az első leírás alapján a Zupaysaurus koponyája tetején, ahogy a Dilophosaurus és a Megapnosaurus esetében, két vékony, párhuzamos taraj helyezkedett el. Ezek a tarajok feltehetően kizárólag az orrcsontból alakultak ki, sok más theropodával ellentétben, melyeknél a taraj alapját részben a könnycsont képezte. A koponyán levő tarajok elterjedtek a theropodák között, és feltehetően kommunikációs célokra, például a faj és az ivar felismertetésére szolgáltak. Egy a koponyán végzett újabb keletű elemzés azonban kizárja, hogy a Zupaysaurus tarajokkal rendelkezett. Egy konferencián bemutatott publikálatlan kivonat szerint a kezdetben tarajként azonosított struktúrák valójában a fosszilizációs folyamat során felfelé fordult könnycsontok.

## Taxonómia
A Zupaysaurus név a kecsua nyelvű zupay ('ördög') és az ógörög σαυρος / szaürosz ('gyík') szavak összetételéből származik. Típusfaját a Z. rougierit Guillermo Rougier, a holotípust (az eredeti példányt) felfedező és begyűjtő expedíció vezetője tiszteletére nevezték el. A Zupaysaurus első leírását és nevét két argentin őslénykutató, Andrea Arcucci és Rodolfo Coria jelentette meg 2003-ban, az Ameghiniana című tudományos folyóiratban.
A Zupaysaurust eredetileg a legkorábbi ismert tetanurán theropodaként sorolták be a koponya és a hátsó láb több jellegzetessége alapján. Azonban, ahogy azt a szerzők is megjegyezték, több tulajdonsága a bazálisabb theropodákra is jellemző.  Az újabb keletű publikált és nem publikált elemzések az utóbbi kijelentéssel értenek egyet, megállapítva, hogy a Zupaysaurus a Segisaurus és a Dilophosaurus rokonságába tartozó coelophysoidea, amely valószínűleg jóval bazálisabb, mint a Liliensternust, a Megapnosaurust és a Coelophysist tartalmazó csoport. Yates (2006-ban) úgy találta, hogy a Zupaysaurus egy csoportot alkot a Dilophosaurusszal és a Dracovenatorral, miáltal a monofiletikus Dilophosauridae családba tartozik. Azonban a későbbi tanulmányok megállapították, hogy a Zupaysaurus nem dilophosaurida.

## Eredet
A tudomány számára csak egyetlen Zupaysaurus példány vált ismertté. A PULR-076 katalógusszámú lelet egy majdnem teljes koponya, amihez a jobb vállöv, a jobb alsó lábszár és boka, valamint tizenkét, a nyak a hát és a csípő területéről származó csigolya tartozik. A további leletanyag egy ugyanazon a lelőhelyen talált, és feltehetően szintén a Zupaysaurushoz tartozó kisebb egyed maradványaiból áll. Mindkét példányt az argentínai La Rioja tartományban levő La Rioja-i Nemzeti Egyetem (National University of La Rioja) gyűjteményében helyezték el.
A Zupaysaurus az argentínai La Rioja tartománybeli Los Colorados-formáció részét képező Quebrada de los Jachaleros lelőhelyről került elő. Erről a geológiai formációról rendszerint azt gondolják, hogy a késő triász kori nori korszakban (216–203 millió évvel ezelőtt) keletkezett, bár egyesek szerint a valamivel későbbi rhaeti korszakból (203–200 évvel ezelőttről) származik. A Los Colorados-formációban több más korai sauropodomorpha dinoszauruszra (például a Riojasaurusra, a Coloradisaurusra és a Lessemsaurusra) is rátaláltak.

## Fordítás
Ez a szócikk részben vagy egészben a Zupaysaurus című angol Wikipédia-szócikk ezen változatának fordításán alapul.  Az eredeti cikk szerkesztőit annak laptörténete sorolja fel. Ez a jelzés csupán a megfogalmazás eredetét és a szerzői jogokat jelzi, nem szolgál a cikkben szereplő információk forrásmegjelöléseként.